# サッカーラトビア代表
サッカーラトビア代表（サッカーラトビアだいひょう、ラトビア語: Latvija futbola izlase, 英語: Latvia national football team）は、ラトビアサッカー連盟（LFF）によって構成されるラトビアのサッカーのナショナルチームである。

## 概要
1922年に代表チームを編成し初の試合を開催。1940年にソビエト連邦へ併合されたのに伴い代表も活動を休止していたが、1991年に独立したのに伴い活動を再開した。FIFAワールドカップ本大会の出場経験はないものの、2004年にはUEFA EURO 2004の本大会への出場を果たした。
バルト三国で行なわれているバルティックカップでは、大会最多となる13度の優勝を達成している。

## 成績

### FIFAワールドカップ
- 1930 - 不参加
- 1934 - 不参加
- 1938 - 予選敗退
- 1994 - 予選敗退
- 1998 - 予選敗退
- 2002 - 予選敗退
- 2006 - 予選敗退
- 2010 - 予選敗退
- 2014 - 予選敗退
- 2018 - 予選敗退
- 2022 - 予選敗退

### UEFA欧州選手権
- 1996 - 予選敗退
- 2000 - 予選敗退
- 2004 - グループリーグ敗退
- 2008 - 予選敗退
- 2012 - 予選敗退
- 2016 - 予選敗退
- 2020 - 予選敗退

## 歴代監督
| 名前                           | 期間      |
| ------------------------------ | --------- |
| ヤーニス・ギリス               | 1992-1997 |
| レバズ・ゾズアシュビリ         | 1998-1999 |
| ガリー・ジョンソン             | 1999-2001 |
| アレクサンドルス・スタルコフス | 2001-2004 |
| ユリス・アンドレイェフス       | 2004-2007 |
| アレクサンドルス・スタルコフス | 2007-2013 |
| マリアンス・パハルス           | 2013-2017 |
| アレクサンドルス・スタルコフス | 2017-2018 |
| ミクス・パーテライネン         | 2018      |
| スラビサ・ストヤノビッチ       | 2019-2020 |
| ダイニス・カザケヴィス         | 2020-2023 |
| パオロ・ニコラート             | 2024-     |

## 歴代選手

### 主要大会のメンバー
UEFA欧州選手権
- UEFA EURO 2004参加チーム

### 主な代表選手
GK
- アレクサンドルス・コリンコ 1997-2015
- アンドリス・ヴァニンス 2000-2020

DF
- ミハイルス・ゼムリンスキス（英語版） 1992-2005
- オレグス・ブラゴナデジンス（英語版） 1993-2004
- イゴルス・ステパノフス（英語版） 1995-2011
- アレクサンドルス・イサコフス（英語版） 1997-2005
- ジンタルス・ジルニス（英語版） 1997-2010
- デニス・イヴァノフス（英語版） 2005-2013
- オスカルス・クラヴァ 2005-2013
- カスパルス・ゴルクシュス 2005-2017
- ヴィターリス・マクシメンコ 2013-

MF
- アルベルツ・シェイベリス（英語版） 1925-1939
- ヴィターリイス・アスタフィエフス（英語版） 1992-2010
- アンドレイス・シュトルツェルス（英語版） 1994-2005
- ヴァレンティーンス・ロバニョフス（英語版） 1994-2005
- イマンツ・ブレイデリス（英語版） 1995-2007
- ヴラディミルス・コレスニチェンコ（英語版） 1997-2011
- ユリス・ライザーンス 1998-2013
- アンドレイス・ルビンス 1998-2011
- アレクセイス・ヴィシュニャコフス（英語版） 2004-
- アレクサンドロス・ツァウニャ 2007-2015

FW
- エーリクス・ペーテルソンス（英語版） 1929-1939
- イリア・ヴェステルマンス（英語版） 1935-1938
- ヴィーツ・リムクス（英語版） 1995-2008
- マリアンス・パハルス 1996-2007
- マーリス・ヴェルパコフスキス 1999-2014
- ギルツ・カールソンス 2003-2017
- アルチョムス・ルドニェフス 2008-2016
- ヴァレーリイス・シャバラ（英語版） 2013-

## 歴代記録

### 出場数ランキング
2019年12月19日時点（太字は現役代表選手）
| 順位 | 選手                             | 期間      | 出場 | 得点 |
| ---- | -------------------------------- | --------- | ---- | ---- |
| 1    | ヴィターリイス・アスタフィエフス | 1992-2010 | 167  | 16   |
| 2    | アンドレイス・ルビンス           | 1998-2011 | 117  | 10   |
| 3    | ユリス・ライザーンス             | 1998-2013 | 113  | 15   |
| 4    | イマンツ・ブレイデリス           | 1995-2007 | 106  | 10   |
| 5    | ミハイルス・ゼムリンスキス       | 1992-2005 | 105  | 12   |
| 6    | マーリス・ヴェルパコフスキス     | 1999-2014 | 104  | 29   |
| 7    | イゴルス・ステパノフス           | 1995–2011 | 100  | 4    |
| 7    | アンドリス・ヴァニンス           | 2000–2020 | 100  | 0    |
| 9    | アレクサンドルス・コリンコ       | 1997-2015 | 94   | 0    |
| 10   | カスパルス・ゴルクシュス         | 2005-2017 | 89   | 5    |

### 得点数ランキング
2019年12月19日時点（太字は現役代表選手）
| 順位 | 選手                             | 期間      | 得点 | 出場 |
| ---- | -------------------------------- | --------- | ---- | ---- |
| 1    | マーリス・ヴェルパコフスキス     | 1999-2014 | 29   | 104  |
| 2    | エーリクス・ペーテルソンス       | 1929-1939 | 24   | 63   |
| 3    | ヴィターリイス・アスタフィエフス | 1992-2010 | 16   | 167  |
| 4    | マリアンス・パハルス             | 1996-2007 | 15   | 75   |
| 4    | ユリス・ライザーンス             | 1998-2013 | 15   | 113  |
| 6    | アルベルツ・シェイベリス         | 1925-1939 | 14   | 54   |
| 7    | イリア・ヴェステルマンス         | 1935-1938 | 13   | 23   |
| 8    | アレクサンドルス・ツァウニャ     | 2007-2015 | 12   | 45   |
| 8    | ヴァレーリイス・シャバラ         | 2013-     | 12   | 52   |
| 8    | ミハイルス・ゼムリンスキス       | 1992-2005 | 12   | 105  |